# Liste der Mitglieder des Consiglio Grande e Generale (23. Legislaturperiode)
Die Liste gibt einen Überblick über alle Abgeordneten des Consiglio Grande e Generale, der Legislative San Marinos, in der 23. Legislaturperiode von 1993 bis 1998.

## Zusammensetzung
Nach den Parlamentswahlen vom 30. Mai 1993 setzte sich der Consiglio Grande e Generale wie folgt zusammen.
| Mitglied des Consiglio Grande e Generale | geb. | Liste | Listenplatz | Kommentar                                          |
| ---------------------------------------- | ---- | ----- | ----------- | -------------------------------------------------- |
| Giuseppe Amici                           | 1941 | RCS   | 01          | Rücktritt Juni 1997                                |
| Paride Andreoli                          | 1956 | PSS   | 04          |                                                    |
| Giuseppe Arzilli                         | 1941 | PDCS  | 25          |                                                    |
| Ernesto Benedettini                      | 1948 | PDCS  | 13          |                                                    |
| Domenico Bernardini                      | 1956 | PPDS  | 03          |                                                    |
| Daniela Berti                            |      | PPDS  | 11          |                                                    |
| Gian Luigi Berti                         | 1930 | PDCS  | 16          |                                                    |
| Pietro Berti                             | 1967 | PDCS  | 20          |                                                    |
| Fernando Bindi                           | 1938 | APDS  | 02          |                                                    |
| Ubaldo Biordi                            |      | PPDS  | 09          |                                                    |
| Marino Bollini                           | 1933 | PSS   | 10          |                                                    |
| Paolo Bollini                            | 1960 | PSS   | 15          | September 1997 Nachrücker für Pier Paolo Gasperoni |
| Roberto Bucci                            |      | PPDS  | 05          |                                                    |
| Pietro Bugli                             | 1954 | PDCS  | 23          | Rücktritt Januar 1997                              |
| Cristoforo Buscarini                     |      | MD    | 03          |                                                    |
| Patrizia Busignani                       | 1959 | PSS   | 05          |                                                    |
| Sante Canducci                           | 1944 | PDCS  | 04          |                                                    |
| Antonio Carattoni                        | 1945 | PPDS  | 10          |                                                    |
| Augusto Casali                           | 1949 | PSS   | 09          |                                                    |
| Alberto Cecchetti                        | 1944 | PSS   | 08          |                                                    |
| Edda Ceccoli                             | 1947 | PDCS  | 19          |                                                    |
| Luciano Ciavatta                         | 1955 | PSS   | 11          |                                                    |
| Valeria Ciavatta                         | 1959 | APDS  | 04          |                                                    |
| Massimo Augusto Corbelli                 |      | PPDS  | 07          |                                                    |
| Germano De Biagi                         | 1949 | PSS   | 07          |                                                    |
| Emilio Della Balda                       | 1937 | MD    | 01          |                                                    |
| Angelo Della Valle                       |      | RCS   | 03          | Juni 1997 Nachrücker für Giuseppe Amici            |
| Renato Fabbri                            |      | RCS   | 02          |                                                    |
| Carlo Franciosi                          | 1935 | APDS  | 03          |                                                    |
| Loris Francini                           | 1962 | PDCS  | 09          |                                                    |
| Athos Gasperoni                          |      | PDCS  | 24          |                                                    |
| Clelio Galassi                           | 1950 | PDCS  | 03          |                                                    |
| Cesare Antonio Gasperoni                 | 1944 | PDCS  | 22          |                                                    |
| Pier Paolo Gasperoni                     | 1950 | PSS   | 12          | † Juli 1997                                        |
| Gabriele Gatti                           | 1953 | PDCS  | 01          |                                                    |
| Renzo Ghiotti                            | 1951 | PDCS  | 07          |                                                    |
| Settimio Lonfernini                      |      | PDCS  | 17          |                                                    |
| Stefano Macina                           | 1956 | PPDS  | 01          |                                                    |
| Dario Manzaroli                          |      | MD    | 02          |                                                    |
| Giorgio Marcucci                         |      | PDCS  | 27          | März 1997 Nachrücker für Pietro Bugli              |
| Luigi Mazza                              | 1950 | PDCS  | 26          |                                                    |
| Pier Marino Menicucci                    | 1958 | PDCS  | 02          |                                                    |
| Francesca Michelotti                     | 1952 | PPDS  | 02          |                                                    |
| Giuseppe Maria Morganti                  | 1955 | PPDS  | 04          |                                                    |
| Romeo Morri                              | 1952 | PDCS  | 05          |                                                    |
| Antonella Mularoni                       | 1961 | APDS  | 01          |                                                    |
| Fausto Mularoni                          |      | PDCS  | 14          |                                                    |
| Pier Marino Mularoni                     | 1962 | PDCS  | 11          |                                                    |
| Piero Natalino Mularoni                  | 1948 | PDCS  | 15          |                                                    |
| Claudio Podeschi                         | 1956 | PDCS  | 08          |                                                    |
| Maurizio Rattini                         | 1949 | PSS   | 06          |                                                    |
| Marino Riccardi                          | 1958 | PPDS  | 06          |                                                    |
| Emma Rossi                               | 1952 | PSS   | 02          |                                                    |
| Ottaviano Rossi                          |      | PDCS  | 06          |                                                    |
| Fiorenzo Stolfi                          | 1956 | PSS   | 01          |                                                    |
| Gian Franco Terenzi                      | 1941 | PDCS  | 12          |                                                    |
| Maurizio Tomassoni                       | 1969 | PPDS  | 08          |                                                    |
| Salvatore Tonelli                        |      | PDCS  | 10          |                                                    |
| Pasquale Valentini                       | 1953 | PDCS  | 18          |                                                    |
| Gian Carlo Venturini                     | 1962 | PDCS  | 21          |                                                    |
| Marino Venturini                         |      | PSS   | 14          |                                                    |
| Antonio Lazzaro Volpinari                | 1943 | PSS   | 03          |                                                    |
| Marino Zanotti                           | 1952 | PSS   | 13          |                                                    |

## Abkürzungen
- APDS: Alleanza Popolare dei Democratici Sammarinesi per la Repubblica
- PDCS: Partito Democratico Cristiano Sammarinese
- PPDS: Partito Progressista Democratico Sammarinese Idee in Movimento-Convenzione Democratica
- PSS: Partito Socialista Sammarinese
- RCS: Rifondazione Comunista Sammarinese
- MD: Movimento Democratico